# 2116-os mellékút (Magyarország)
A 2116-os számú mellékút egy nagyjából 17 kilométer hosszú, négy számjegyű mellékút Nógrád vármegye és a Cserhát hegység nyugati részén.

## Nyomvonala
Bánk keleti részén ágazik ki a 2115-ös útból, annak a 3+600-as kilométerszelvényénél. A Lókos-patak folyásával párhuzamosan halad kelet felé, másfél kilométer után átlépi Romhány határát de a várost csak mintegy 6 kilométer után éri el. Ott, a hatodik kilométere közelében beletorkollik a 2117-es út; utána keresztezi a Lókos-patakot, amely itt északnak fordul. [A patakot átívelő híd csak néhány évtizedes, de pár lépésnyire tőle, egy, ma már elterelés miatt száraz, egykori mederszakasz fölött egy szép, 18-19. századi műemlék kőhíd is megtekinthető.] 6,5 kilométer után kiágazik belőle a 21 326-os út, az egykori kerámiagyár főbejárata felé.
Az út társa hamarosan a Kétbodonyi-patak lesz – közben átlép Kétbodony közigazgatási területére –, illetve nyolcadik kilométere közelében kiágazik belőle észak felé a település központjába vezető 2118-as út. Ezután kissé délebbi irányba fordul, 13-14. kilométere között Szécsénke település lakott területén halad végig, ott a Szécsénkei-patak lesz a kísérője. Majdnem pontosan 17 (az országos közutak térképes nyilvántartását szolgáló kira.gov.hu adatbázisa szerint 16,964) kilométer megtétele után, a 2108-as útba torkollva ér véget, nem sokkal annak 25. kilométere előtt, Nógrádkövesd északi részén.

## Története
1934-ben a kereskedelem- és közlekedésügyi miniszter 70 846/1934. számú rendelete a teljes hosszában elsőrendű főúttá nyilvánította, a 2115-ös útnak a 2-es főúttól Bánkig tartó, illetve a 2108-as Nógrádkövesd-Galgaguta közti szakaszával együtt, 205-ös útszámozással.